# Salix iliensis
Salix iliensis — вид квіткових рослин із родини вербових (Salicaceae).

## Морфологічна характеристика
Це кущ, рідше невелике дерево, 5–6 метрів заввишки, з розлогими вузлуватими гілками. Молоді гілки запушені, стають голими. Листки на ніжках 3–5 мм, злегка запушені; листкова пластина від еліптичної до ромбуватої, рідко яйцюватої форми, 3.5–7.5 × 1.8–4 см, коротко загострена, цілісна або неправильно зубчаста, волосиста, стає голою. Сережки з'являються перед листям або більш-менш одночасно з листям. Жіночі сережки до 2 × 0.7 см; в плоді — 4 см. Коробочка слабо волосиста, 5–8 мм завдовжки.

## Середовище проживання
Афганістан, Казахстан, Киргизстан, Пакистан, Таджикистан, Узбекистан, Західні Гімалаї.